# Ancistrogobius yoshigoui
Ancistrogobius yoshigoui är en fiskart som beskrevs av Shibukawa, Yoshino och Allen 2010. Ancistrogobius yoshigoui ingår i släktet Ancistrogobius och familjen smörbultsfiskar. Inga underarter finns listade i Catalogue of Life.